# Чалон (язык)
Чалон (Chalon, Soledad) - мёртвый один из 8 языков олони, на котором раньше говорил народ чалон, который ранее проживал в штате Северная Калифорния в США. Также известен под названием соледад и принадлежит ветви олони утийской языковой семьи. Последняя работа предполагает, что чалон может быть переходным между северными и южными группами языков олони.